# Nokia 5130 XpressMusic
El Nokia 5130 XpressMusic es un teléfono móvil producto de la firma finlandesa Nokia, que fue presentado el 20 de noviembre de 2008.
Funciona sobre S40 V7.95 (actualmente en México), el sistema operativo propio de la marca. Funciona en frecuencias GSM 850 - 900 - 1800 - 1900. Incorpora tecnología Bluetooth 2.0, cámara digital con resolución de 2.0 megapixeles, incorporada con zum digital de 4x. Posee la capacidad de reproducir música en formatos mp3, aac, wma. Tiene soporte para USB, con puerto Micro-USB y Nokia PC Suite. El display (o pantalla) es TFT QVGA en resolución de 240 x 320 píxeles, también es posible expandir la memoria interna de 30 MB para información del usuario, mediante una tarjeta de memoria MicroSD que proporciona almacemamiento de hasta un máximo de 16 GB (mediante actualizaciones de Firmware) para archivos multimedia. Incluye un conector Nokia AV de 3,5 mm que permite conectar manos libres, equipos de sonido o audífonos. Las últimas actualizaciones de firmware añaden nuevas funciones como el modo "Vuelo" y mejoran notablemente la estabilidad de teléfono, además soporta sincronización de contactos, agenda y notas mediante GPRS a la PC o a una carpeta en Internet, algo que también podemos notar en el Nokia 5220 XpressMusic.

## Características
| Característica        | Especificación |
| --------------------- | --- |
| Forma                 | Barra |
| Plataforma            | Nokia OS (S40) |
| Cobertura             | GSM 850/900/1800/1900 |
| Tamaño                | 107.5 x 46.7 x 14.8 mm |
| Peso                  | 88,3 gramos |
| Pantalla              | Pantalla principal TFT QVGA (256k) 240 x 320 pixeles 262,144 colores.                                                                      |
| Multimedia            | MP3/MP4/eAAC+/WMA y AMR Teclas dedicadas para el reproductor de música                                                                     |
| Funciones de memoria  | Memoria interna de 30 MB y expandible hasta 32 GB con tarjetas MicroSDHC de función Hot Swap.                                              |
| Navegación            | WAP 2.0/xHTML |
| Funciones generales   | SMS, MMS, Email J2ME MIDP 2.1 Agenda telefónica con capacidad de 2000 contactos, y aparte la de la tarjeta SIM con capacidad de 250        |
| Funciones de voz      | Comandos de voz, grabadora de voz, altavoz integrado.                                                                                      |
| Contenido del paquete | Nokia 5130, batería Nokia BL-5C, kit manos libres estéreo WH-102, tarjeta MicroSD de 1GB (tamaño varia según la región ) y cable de datos. |

## Accesorios
- Auricular Estéreo Nokia WH-500
- Auricular Bluetooth Nokia (BH-103)
- Auriculares estéreo Bluetooth Nokia (BH-504)
- Altavoces Nokia Bluetooth MD-5W
- Altavoces Nokia Bluetooth MD-7W
- Mini altavoces Nokia MD-6